# Mount Siple
Der Mount Siple ist ein gegenwärtig inaktiver Schildvulkan in der Antarktis.
Der 3110 m hohe Vulkan ist ein ausgedehnter schneebedeckter Berg mit einem kegelförmigen Bau und einer im Durchmesser fünf Kilometer weiten Gipfelcaldera. Er dominiert den nordwestlichen Teil der Siple-Insel, die durch das Getz-Schelfeis von der Bakutis-Küste getrennt ist.
Der Vulkan mit einem Gesteinsvolumen von rund 1800 km³ entstand während der letzten 2 Mio. Jahre, einige seiner Flankenvulkane sind jünger als 100.000 Jahre. Ausbrüche während des Holozäns gelten als wahrscheinlich. In den Jahren 1988 und 2012 glaubte man, auf Satellitenaufnahmen Anzeichen von Asche- und Dampfwolken zu erkennen; weitere Untersuchungen erbrachten allerdings keine Hinweise auf einen aktuellen Ausbruch.
Der Berg trägt den Namen von Paul Allman Siple (1908–1968), einem US-amerikanischen Antarktisforscher und Geografen, der an sechs Antarktisexpeditionen teilnahm, unter anderem an den ersten beiden Expeditionen von Richard Evelyn Byrd zur Siple-Küste (1928–1930) und zur Siple-Insel (1933–1935). Der Berg wurde während eines Erkundungsfluges entdeckt, bei dem Siple als Navigator diente.